# Hraniční přechod Karviná Ráj I – Kaczyce Dolne
Hraniční přechod Karviná Ráj I – Kaczyce Dolne (polsky Przejście graniczne Kaczyce Dolne – Karviná) je bývalý silniční hraniční přechod na česko-polské státní hranici na hraničním úseku I/114 mezi českým městem Karviná (místní část Ráj, okres Karviná, Moravskoslezský kraj) a polskou obcí Kaczyce Dolne (okres Těšín, Slezské vojvodství). Přechod leží v nadmořské výšce 304 m n. m. na silnici II/472. Před zrušením byl určen pro pěší, cyklisty a motoristy.
Hraniční přechod byl zrušen při vstupu České republiky do Schengenského prostoru v roce 2007. V případě dočasného znovuzavedení ochrany vnitřních hranic je provoz na hraničním přechodu upraven Sdělením Ministerstva vnitra č. 395/2021 Sb.